# Horní Moravice
Horní Moravice (německy Ober Mohrau) je západní část obce Dolní Moravice v okrese Bruntál. Prochází zde silnice II/445.
Horní Moravice je také název katastrálního území o rozloze 4,45 km2.

## Vývoj počtu obyvatel
Počet obyvatel Horní Moravice podle sčítání nebo jiných úředních záznamů:
| Rok            | 1869 | 1880 | 1890 | 1900 | 1910 | 1921 | 1930 | 1950 | 1961 | 1970 | 1980 | 1991 | 2001 |
| -------------- | ---- | ---- | ---- | ---- | ---- | ---- | ---- | ---- | ---- | ---- | ---- | ---- | ---- |
| Počet obyvatel | 350  | 345  | 358  | 351  | 317  | 283  | 278  | 144  | 124  | 94   | 160  | 135  | 53   |

1. ↑  z toho: 4 Čechoslováci, 274 Němců; 276 řím. kat., 2 evang.

V Horní Moravici je evidováno 64 adres : 46 čísel popisných (trvalé objekty) a 18 čísel evidenčních (dočasné či rekreační objekty). Při sčítání lidu roku 2001 zde bylo napočteno 43 domů, z toho 23 trvale obydlených.